# Santa Maria la Carità
Santa Maria la Carità ist eine Gemeinde mit 11.731 Einwohnern (Stand 31. Dezember 2023) in der Metropolitanstadt Neapel, Region Kampanien.
Die Nachbarorte von Santa Maria la Carità sind Castellammare di Stabia, Gragnano, Pompei, Sant’Antonio Abate und Scafati (SA).

## Bevölkerungsentwicklung
Santa Maria la Carità zählt 3273 Privathaushalte. Zwischen 1991 und 2001 stieg die Einwohnerzahl von 10.135 auf 10.860. Dies entspricht einem prozentualen Zuwachs von 7,2 %.